# Meganerilla cesari
Meganerilla cesari es una especie de anélido intersticial de la familia Nerillidae, descrito a partir de material recolectado en la Montaña de Jable (Túnel de la Atlántida), y hallado posteriormente en sedimentos marinos en Arinaga (Gran Canaria). La especie es endémica de Canarias.

## Descripción
Hialino, de aproximadamente 1 mm de longitud, con nueve segmentos setígeros. Prostomio redondeado de 50 μm de longitud por 80 μm de ancho, sin ojos, con dos palpos cilíndricos alargados, de 290 μm de longitud cada uno, con puntas redondeadas. Cada palpo está provisto de cuatro bandas ciliadas móviles  longitudinales. Prostomio con pares de bandas ciliares laterales. Presenta órganos nucales entre el prostomio y el primer segmento. Segmento bucal unirrámeo, segmentos segundo a noveno birrámeos. Sedas simples capilares. Cirros interramales ovaladas y terminados en punto. Pigidio redondeado, cirros pigidiales perdiodos en los ejemplares estudiados

## Hábitat
Vive en el tubo volcánico de La Corona (Lanzarote, Islas Canarias), únicamente en los sedimentos calcáreos gruesos de Montaña de Arena. Ha sido hallada también en parches de arenas calcáreas en fondos rocosos al sur de Gran Canaria, a 9 m de profundidad.